# Thibaudylla anniae
Thibaudylla anniae är en urinsektsart som först beskrevs av Judith Najt och Wanda M. Weiner 1991.  Thibaudylla anniae ingår i släktet Thibaudylla och familjen Hypogastruridae. Inga underarter finns listade i Catalogue of Life.